# Warden (Quebec)

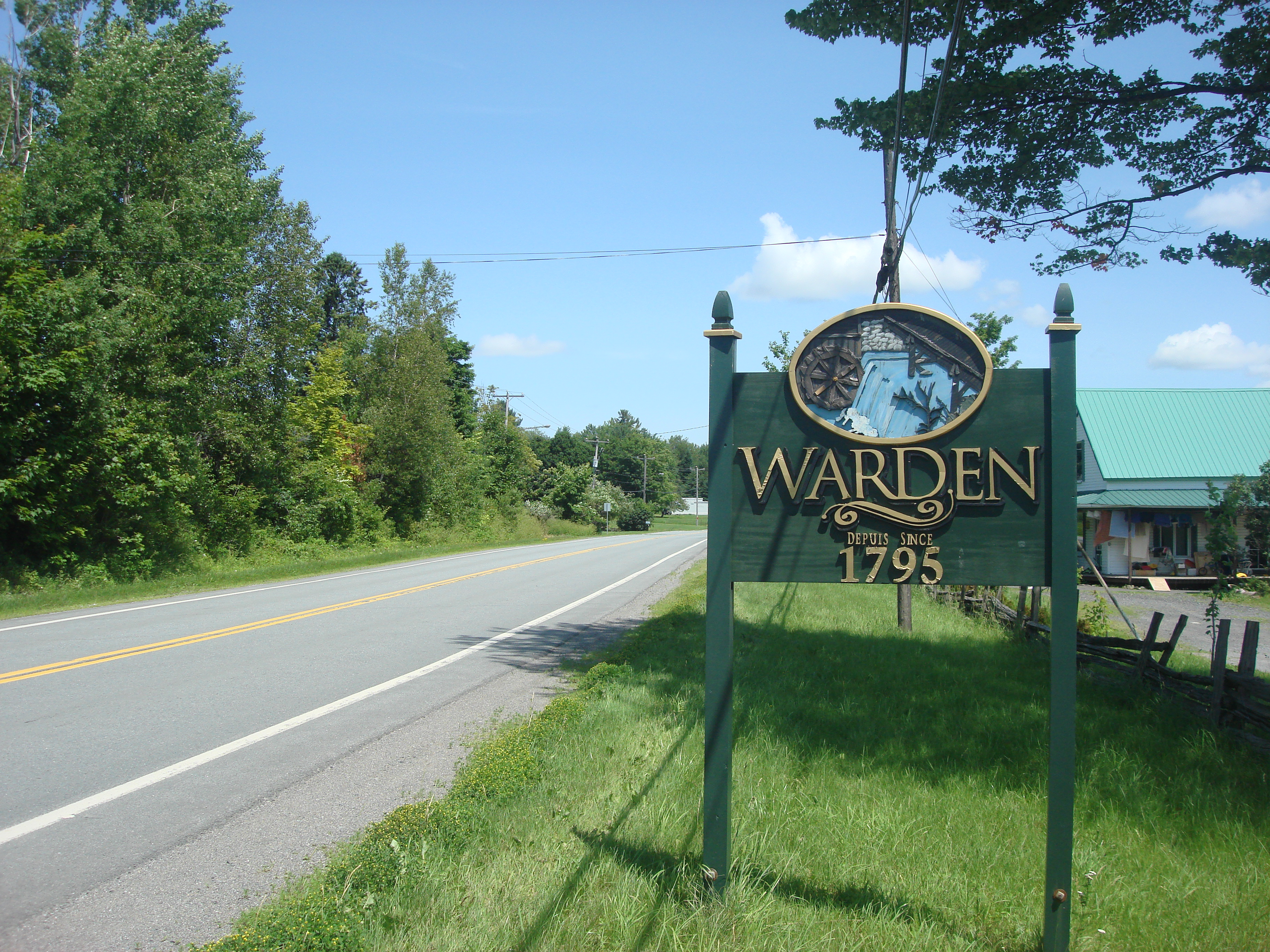
Cartel indicando la entrada al pueblo de Warden.

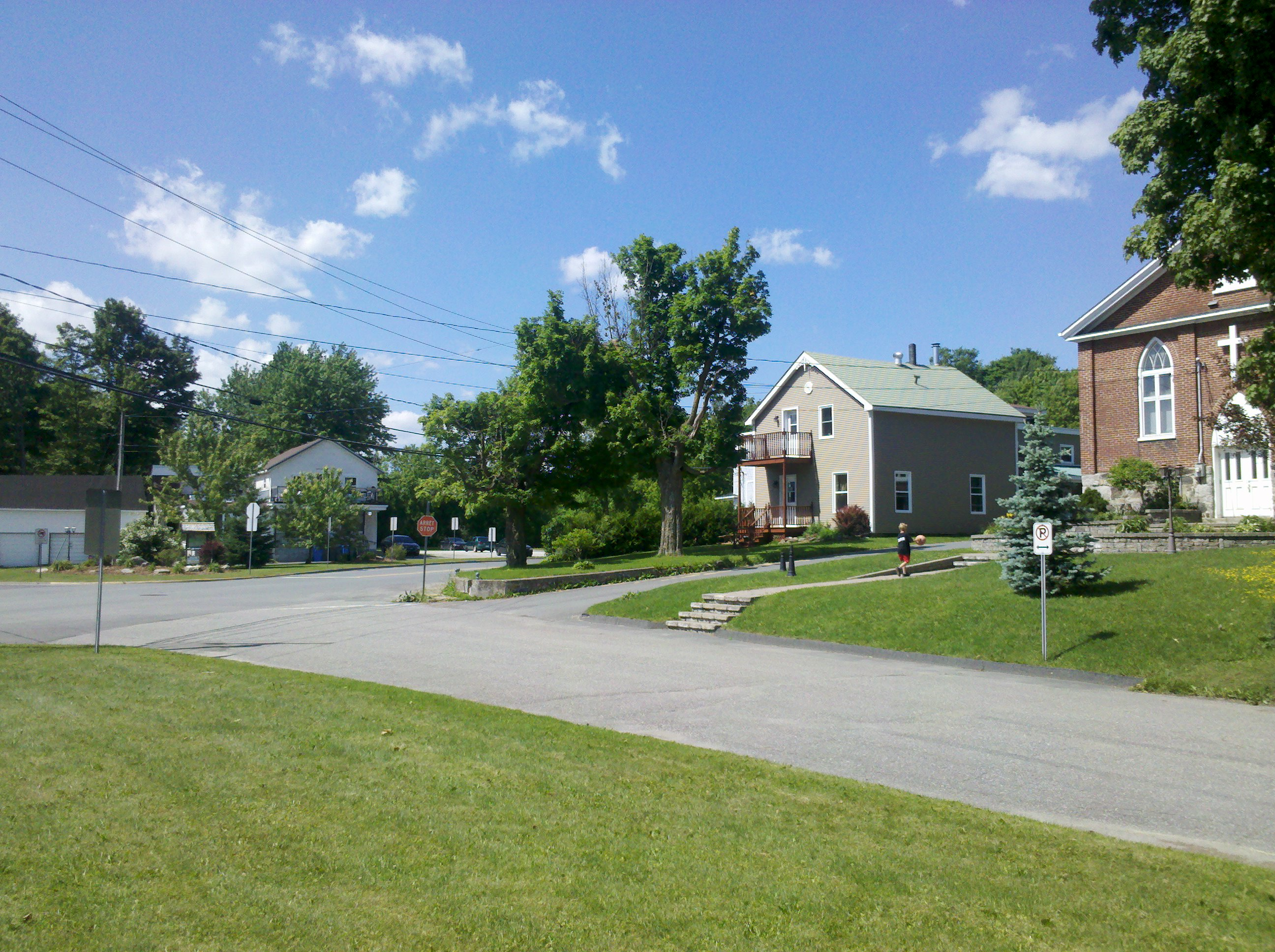

Warden es un pueblo situado en la provincia de Quebec, Canadá, que forma parte de Municipalidad Regional de Condado La Haute-Yamaska en el área administrativa de la Montérégie. La población del Censo de Canadá 2011 fue 358 habitantes. El pueblo está casi completamente rodeado por el municipio de Shefford con Saint-Joachim-de-Shefford, ya que es su única otra frontera, al norte.

## Geografía
Warden se encuentra ubicada en las coordenadas 45°23′00″N 72°30′00″O / 45.38333, -72.50000. Según Statistics Canada, tiene una superficie total de 5.53 km² y es una de las 1134 localidades en las que está dividido administrativamente el territorio de la provincia de Quebec.

## Demografía
Según el censo de 2011, había 358 personas residiendo en este pueblo con una densidad poblacional de 64,7 hab./km². Los datos del censo mostraron que de las 346 personas censadas en 2006, en 2011 hubo un aumento poblacional de 12 habitantes (3,5%). El número total de inmuebles particulares resultó de 149 con una densidad de 29,94 inmuebles por km². El número total de viviendas particulares que se encontraban ocupadas por residentes habituales fue de 147.